# Фриних (трагик)
Фри́них (др.-греч. Φρύνιχος; около 535 до н. э., Афины — не ранее 476 до н. э., Сицилия) — древнегреческий драматург, один из первых трагиков. Наиболее известные его произведения — трагедии «Взятие Милета» и «Финикиянки». Тексты пьес Фриниха утрачены, сохранились только отзывы современников и небольшие отрывки.

## Биография
Относительно даты и места рождения Фриниха нет никаких сведений. Существует упоминание, что он был сыном Полифрадмона и учеником Феспида. Первый свой успех в качестве мастера трагедии Фриних праздновал в 511 году до н. э. Однако название трагедии не сохранилась. Расцвет его творчества наверняка связан с пребыванием в Афинах.
В 494 году Фриних поставил свою трагедию «Взятие Милета» (Μιλήτου ἅλωσις), в основе которой лежали недавние события захвата малоазийского города Милета войсками персидского царя Дария I. Она произвела сильное впечатление на зрителей, так что некоторые из них даже плакали. За напоминание афинянам о несчастьях их единоплеменников на автора наложили штраф в 1000 драхм, а представление его драмы было запрещено. По сообщению Клавдия Элиана, возникла даже пословица «Фриних испуган, как петух», которая применялась к людям, попавшим в бедственное положение.
В 476 году Фриних имел успех с другой трагедией — «Финикиянки» (Φοίνισσαι). Она построена на рассказе персидского евнуха о ходе морского сражения при Саламине. Название трагедии дал хор, который состоял, по-видимому, из вдов финикийских моряков, служивших во флоте Ксеркса I. После Фриниха этот сюжет использовал Эсхил в своей трагедии «Персы» (472 г. до н. э.).
По некоторым данным, Фриних умер на Сицилии.

## Творчество
Фриних довольствовался одним актёром, по очереди представлявшим тех лиц, которые беседовали с хором, но зато он усовершенствовал организацию последнего, разделив его на две части, из которых одна представляла мужчин, другая женщин. Таким образом, им впервые были введены женские роли в греческую трагедию.
Он также отделял действующее лицо от руководителя хора, назначив для первого преимущественно трохеический тетраметр. В его трагедиях над рассказом берут верх лирика и песни хора, ценившиеся даже впоследствии (см. Аристофан, «Птицы», 755). Для Аристофана Фриних — это «пчела со сладостной песнью».
Сюжеты для своих трагедий Фриних брал не только из сказаний о Дионисе и мифов о героях, но и из современной ему жизни, вкладывая в них иногда скрытые намеки и на текущую политическую жизнь (например, «Взятие Милета»).
В «Финикиянках», поставленных Фемистоклом как воспоминание о своей славе и легших в основу «Персов» Эсхила, Фриних прославляет подвиги афинян во время греко-персидских войн. В этой трагедии одна группа хора представляла финикийских женщин, посланных к персидскому двору, другая — персидских старцев.
Кроме этих двух трагедий, известно ещё несколько заглавий трагедий Фриниха, но от них дошли только незначительные отрывки. Аристофан отзывается о них с большой похвалой.

### Сочинения
Согласно Суде, Фриних написал следующие трагедии:
- Πλευρωνίαι «Плевронянки»
- Αἰγύπτιοι «Египтяне»
- ̓Ακταίων «Актеон»
- Ἄλκηστις «Алкестида»
- Ανται̂ος ἢ Λίβυες «Антей»
- Δίκαιοι ἢ Πέρσαι ἢ Σύνθωκοι «Персы»
- Δαναίδες «Данаиды»
- ̓Ανδρομέδα «Андромеда»
- Ἠριγόνη «Эригона»
- Άλωσις Μιλησίων (или Μιλήτου ἅλωσις) «Взятие Милета»

Кроме того, в Суде не упомянуты «Финикиянки» — одна из наиболее важных трагедий Фриниха.